# 本町 (金沢市)
本町（ほんまち）は、石川県金沢市は現行行政地名。1丁目から2丁目まで。

## 地理
本町、六枚町、此花町の中間に位置している。

## 世帯数と人口
2022年（令和4年）9月1日現在の世帯数と人口は以下のとおりである。
| 町丁      | 世帯数  | 人口    |
| --------- | ------- | ------- |
| 本町1丁目 | 505世帯 | 962人   |
| 本町1丁目 | 311世帯 | 603人   |
| 計        | 816世帯 | 1,565人 |

## 小・中学校の学区
市立小・中学校に通う場合、学区は以下のとおりとなる。
| 丁目  | 番・番地等                                       | 小学校             | 中学校             |
| ----- | ------------------------------------------------ | ------------------ | ------------------ |
| 1丁目 | 1番、2番5号～2番46号、3番4号～3番24号            | 金沢市立中央小学校 | 金沢市立長町中学校 |
| 1丁目 | 2番1号～2番4号、2番47号～3番3号、3番25号～11番   | 金沢市立明成小学校 | 金沢市立長町中学校 |
| 2丁目 | 1番～14番、18番1号～18番15号、18番31号、18番32号 | 金沢市立中央小学校 | 金沢市立長町中学校 |
| 2丁目 | 15番～17番、18番16号～18番30号、19番、20番       | 金沢市立明成小学校 | 金沢市立長町中学校 |

## 交通

### 鉄道
- 町内に鉄道駅はない。

### バス
- 北鉄バス（北陸鉄道・北鉄金沢バス・北鉄白山バス）本町、リファーレ前バス停
- 西日本ジェイアールバス　リファーレ前バス停
- 金沢ふらっとバス長町ルート　リファーレ・西門通りバス停

### 道路
- 石川県道13号金沢停車場線

## 施設
- 林病院
- ポルテ金沢